# Xưởng đóng tàu Hải quân Philadelphia
Nhà máy đóng tàu Hải quân Philadelphia là một nhà máy đóng tàu chiến cũ của Hoa Kỳ.